# Public Sale
Public Sale (pol. Licytacja, Wyprzedaż) – obraz temperowy amerykańskiego malarza Andrew Wyetha, namalowany w 1943 roku, mający za temat lokalną aukcję, przedstawioną z pewnej odległości.
Obraz znajduje się od 2000 roku w zbiorach Philadelphia Museum of Art w Filadelfii. Jest darem Margaret McKee Breyer.

## Opis i interpretacja
Pewnego chłodnego, zimowego dnia Andrew Wyeth i jego żona Betsy udali się razem z przyjacielem, Bertem Guestem na lokalną licytację w dolinie Conestoga, w hrabstwie Lancaster. Miejscowy, wysoki i wychudzony rolnik, którego żona zmarła kilka miesięcy wcześniej, wyprowadził ich przed dom, którego wyposażenie właśnie wyprzedawano. Samotność i smutek człowieka zmuszonego do sprzedania wszystkich przedmiotów, wśród których żył, zrobiły wrażenie na artyście. Aby wyrazić nastrój tego dnia, namalował później obraz, poświęcony zaobserwowanej scenie. Choć wykonał na miejscu liczne szkice ludzi i przedmiotów, pominął je potem w ostatecznym obrazie, wyjaśniając: „liczy się nie to, co przedstawiasz, ale to, co pomijasz”. Ten proces upraszczania kompozycji i wydobywania jej istoty, zastosowany przez Wyetha w odniesieniu do jałowego krajobrazu w celu nadania mu emocjonalnej atmosfery, odróżnia jego dzieło od społecznego realizmu, uprawianego przez jemu współczesnych. Ta eliminacja przez Wyetha szczegółów przypomina twórczość Edwarda Hoppera, którego Wyeth podziwiał najbardziej spośród innych amerykańskich artystów; cechą tejże twórczości była oniryczna tajemniczość samotnych pokoi i domów.